# Djonaba
Djonaba este o comună din departamentul Magta-Lahjar, Regiunea Brakna, Mauritania, cu o populație de 10.449 locuitori.